# 2348 Michkovitch
Michkovitch (asteróide 2348) é um asteróide da cintura principal, a 1,9894236 UA. Possui uma excentricidade de 0,1703824 e um período orbital de 1 356,33 dias (3,72 anos).
Michkovitch tem uma velocidade orbital média de 19,23393249 km/s e uma inclinação de 4,67285º.
Esse asteróide foi descoberto em 10 de Janeiro de 1939 por Milorad Protić.